# 歌志内中継局
歌志内中継局（うたしないちゅうけいきょく）は北海道歌志内市中村の神威岳にある中継局である。

## 概要
- 出力はアナログテレビの映像とFMラジオが100W、デジタルテレビが10Wで、中空知地区の基幹局になっている。
- 2008年12月1日民放各局が開局して、前年10月に開局したNHK札幌放送局を含めた全放送局で地上波デジタル放送開始。
- 偏波面は、アナログ・デジタルともに水平偏波となっている。

## 地上デジタルテレビジョン放送送信設備

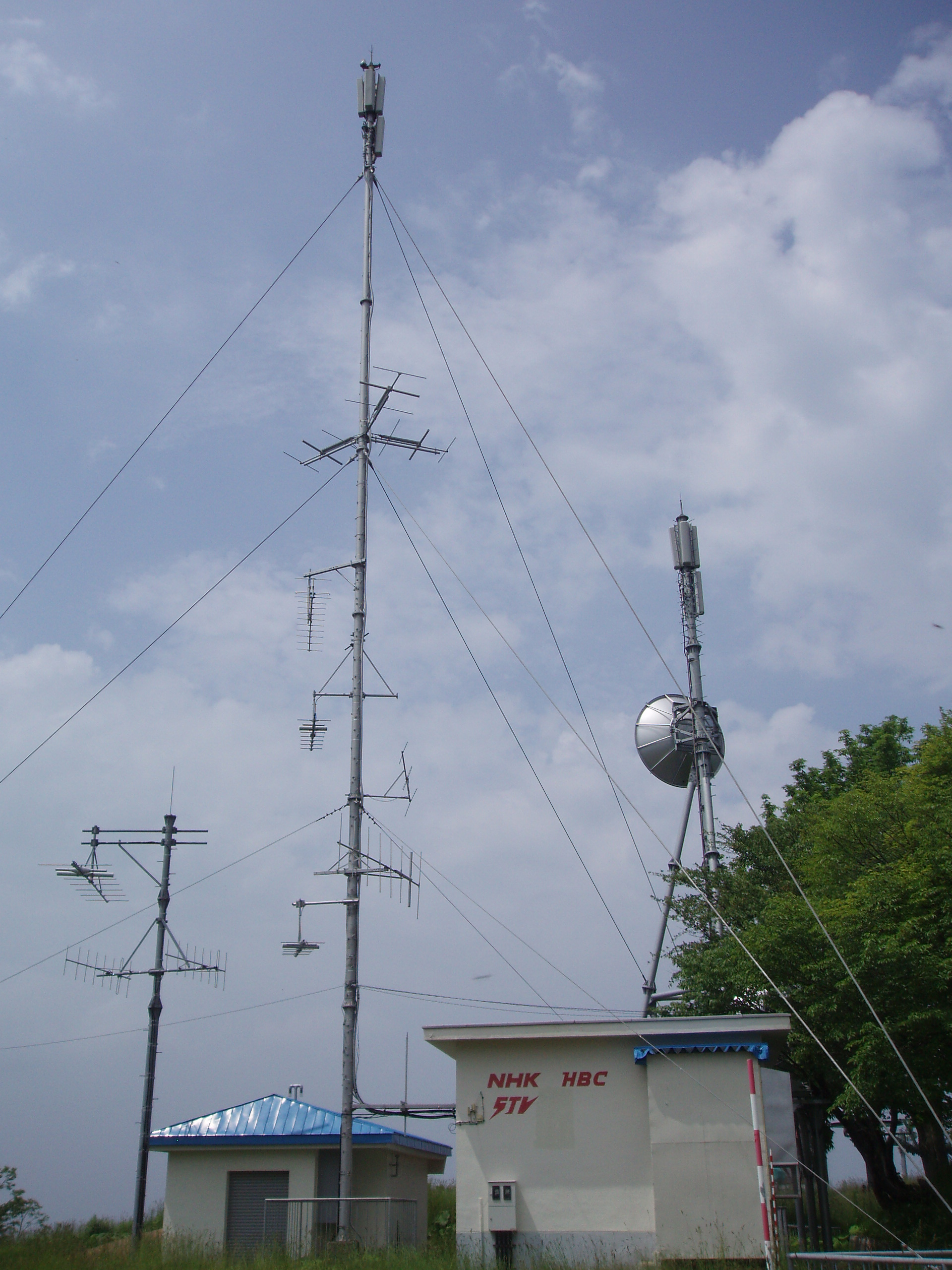
歌志内中継局（NHK札幌）
アナログ放送では
HBC・STVも相乗りしていた

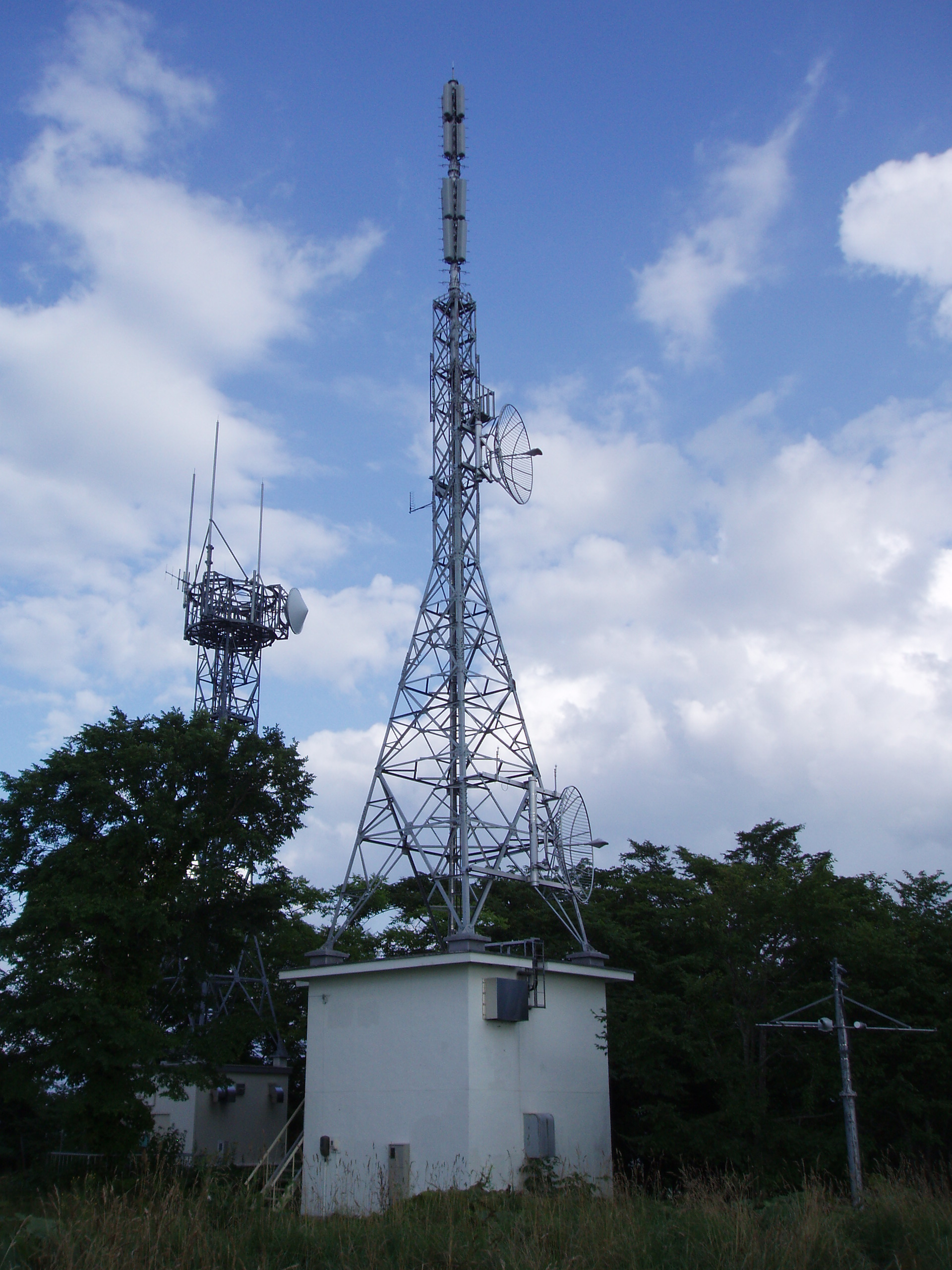
歌志内中継局
（HBC・STV・HTB・UHB・TVh）

| ID | 放送局名             | 物理 チャンネル | 空中線 電力 | ERP | 放送対象地域                    | 放送区域 内世帯数 | 開局日         |
| -- | -------------------- | --------------- | ----------- | --- | ------------------------------- | ----------------- | -------------- |
| 1  | HBC 北海道放送       | 44              | 10W         | 43W | 北海道                          | 約41,000世帯      | 2008年 12月1日 |
| 2  | NHK 札幌教育         | 38              | 10W         | 55W | 全国放送                        | 約41,000世帯      | 2007年 10月1日 |
| 3  | NHK 札幌総合         | 42              | 10W         | 55W | 石狩・空知 （滝川市以南）・後志 | 約41,000世帯      | 2007年 10月1日 |
| 5  | STV 札幌テレビ放送   | 46              | 10W         | 43W | 北海道                          | 約41,000世帯      | 2008年 12月1日 |
| 6  | HTB 北海道テレビ放送 | 48              | 10W         | 43W | 北海道                          | 約41,000世帯      | 2008年 12月1日 |
| 7  | TVh テレビ北海道     | 40              | 10W         | 45W | 北海道                          | 約41,000世帯      | 2008年 12月1日 |
| 8  | UHB 北海道文化放送   | 50              | 10W         | 43W | 北海道                          | 約41,000世帯      | 2008年 12月1日 |

## 地上アナログテレビジョン放送送信設備
| 物理 チャンネル | 放送局名             | 空中線 電力       | ERP                | 放送対象地域                                    | 放送区域 内世帯数 | 開局日          |
| --------------- | -------------------- | ----------------- | ------------------ | ----------------------------------------------- | ----------------- | --------------- |
| 32              | TVh テレビ北海道     | 映像100W/ 音声25W | 映像590W/ 音声145W | 北海道                                          | 不明              | 1991年 11月16日 |
| 52              | NHK 札幌教育         | 映像100W/ 音声25W | 映像600W/ 音声150W | 全国放送                                        | 不明              | 1965年 10月1日  |
| 54              | HTB 北海道テレビ放送 | 映像100W/ 音声25W | 映像480W/ 音声120W | 北海道                                          | 不明              | 1970年 11月10日 |
| 56              | NHK 札幌総合         | 映像100W/ 音声25W | 映像590W/ 音声145W | 石狩・空知（滝川市以南）・ 後志（黒松内町以外） | 不明              | 1965年 10月1日  |
| 58              | STV 札幌テレビ放送   | 映像100W/ 音声25W | 映像590W/ 音声145W | 北海道                                          | 不明              | 1965年 11月1日  |
| 60              | UHB 北海道文化放送   | 映像100W/ 音声25W | 映像550W/ 音声140W | 北海道                                          | 不明              | 1973年 9月14日  |
| 62              | HBC 北海道放送       | 映像100W/ 音声25W | 映像600W/ 音声150W | 北海道                                          | 不明              | 1967年 9月28日  |

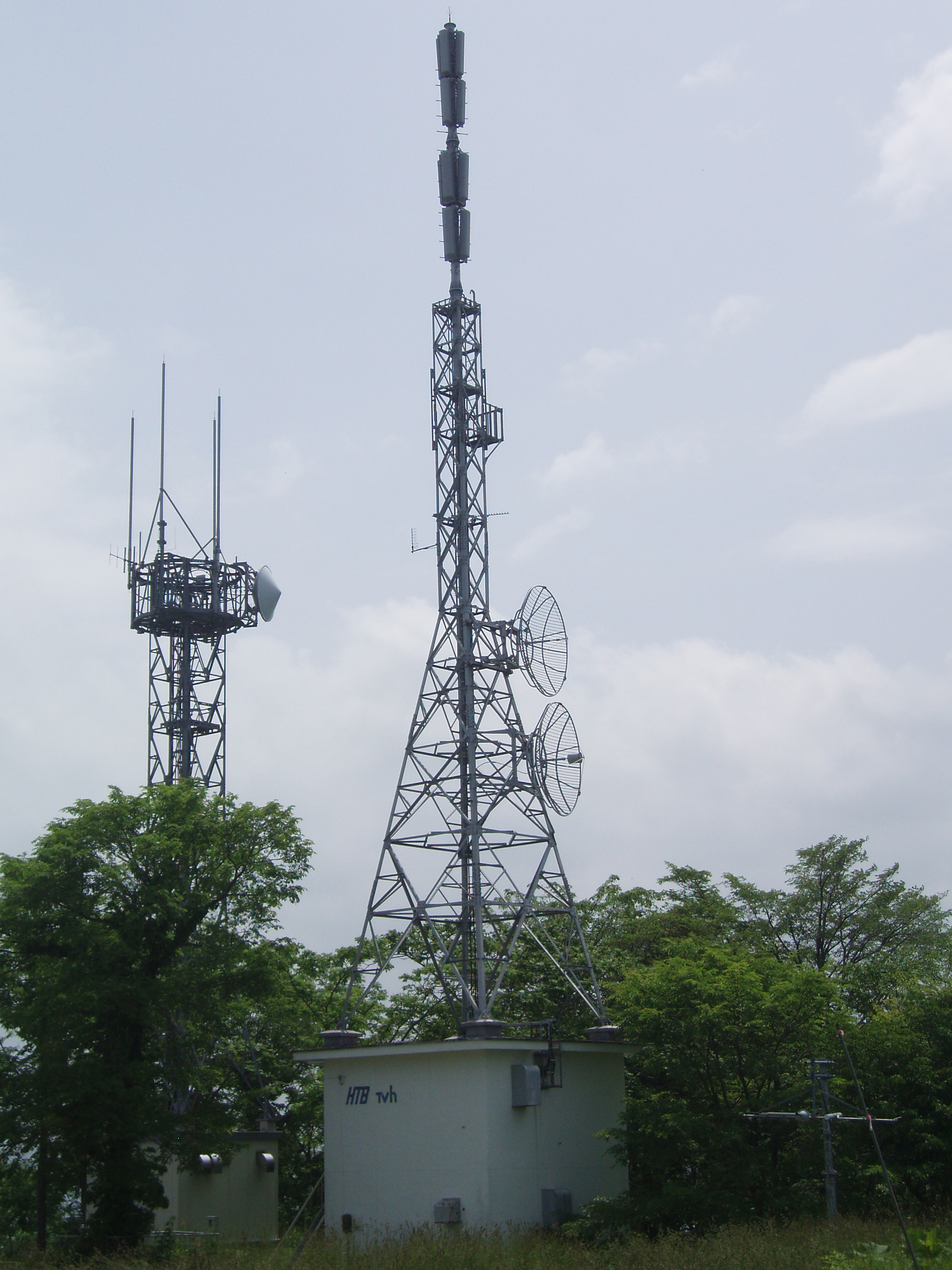
歌志内中継局（HTB・TVh）
現在は民放デジタル中継局

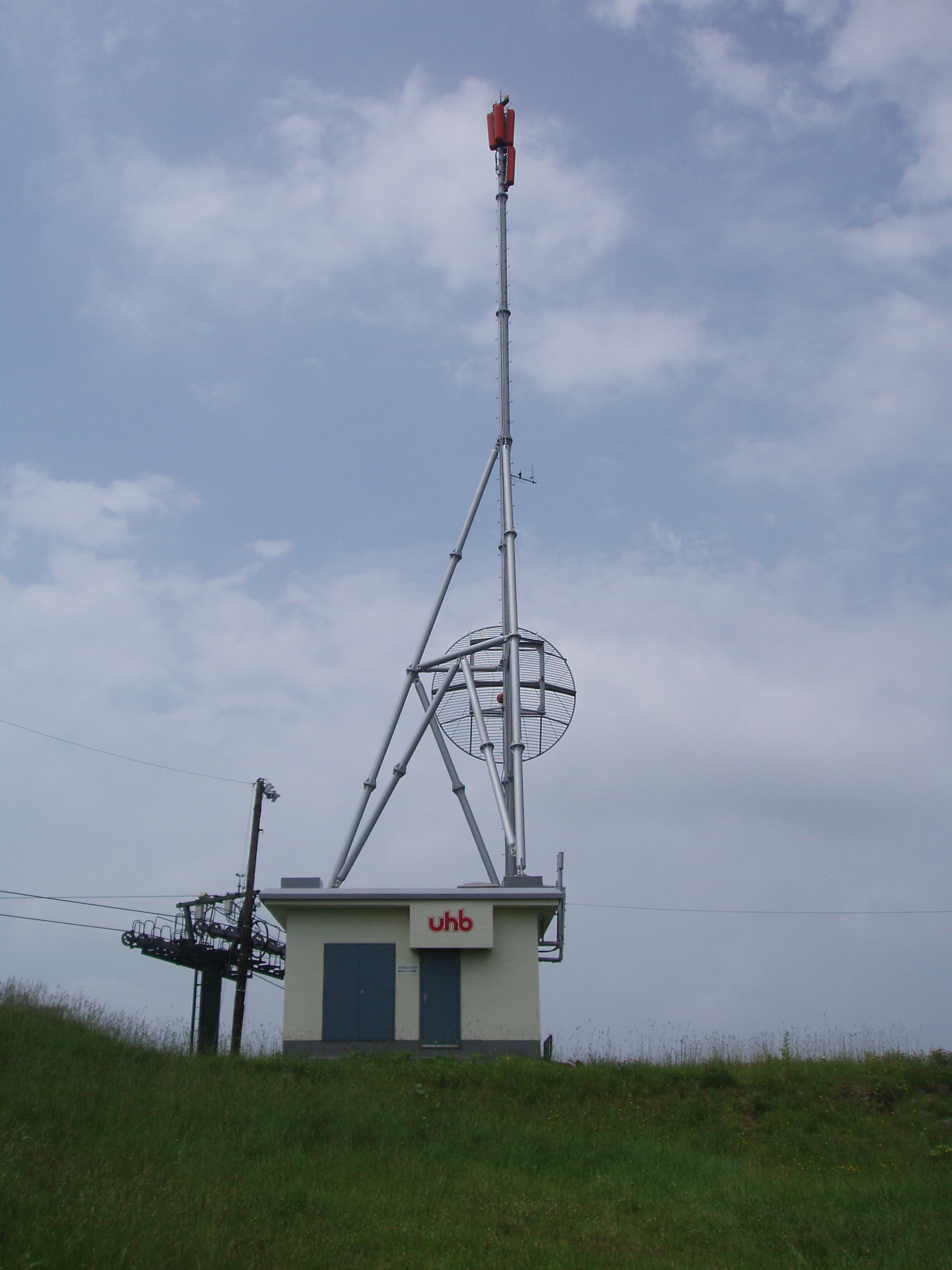
歌志内中継局（UHB）
2011年7月24日に廃止

- STVのアナログUHF中継局では当中継局が同社初の開局である。

## FMラジオ放送
| 周波数 （MHz） | 放送局名   | 空中線 電力 | ERP  | 放送対象地域                                    | 放送区域 内世帯数 | 偏波面   | 開局日          |
| -------------- | ---------- | ----------- | ---- | ----------------------------------------------- | ----------------- | -------- | --------------- |
| 84.3           | NHK 札幌FM | 100W        | 105W | 石狩・空知（滝川市以南） ・後志（黒松内町以外） | 不明              | 水平偏波 | 1971年 10月22日 |

- AIR-G'、NORTH WAVEは設置されていない。

## マルチメディア放送
| 周波数 | 放送局名             | 空中線電力 | ERP  | 放送対象地域 | 放送区域内世帯数 |
| ------ | -------------------- | ---------- | ---- | ------------ | ---------------- |
| 未定   | モバキャス （NOTTV） | 未定       | 未定 | 未定         | 未定             |

- 時期は未定だが、今後開局予定としていた[9]。しかし、NOTTVは2016年6月30日にサービスが終了し、開局計画は白紙となった[10][11]。

## その他

### 放送エリア
歌志内市・滝川市・砂川市・新十津川町全域、赤平市・上砂川町のほぼ全域および深川市・雨竜町・北竜町・妹背牛町・奈井江町の一部。一部地域は深川中継局でもカバーしている。民放FMは当地に中継局がなく、VHF帯を使用するFM放送は、UHF帯を使用する地上デジタル放送よりも波長が長いため電波が届きやすく、デジタルテレビより出力も高い為、札幌からの放送を受信している。

### 施設
- 施設の建物は3つあり、1つはNHK（デジタル・FM）の単独使用で、局舎・鉄塔はもともとNHK・HBC・STV共同使用のアナログテレビ中継局として使用していたものである。1つは民放各局（デジタル）の共同使用で、局舎・鉄塔はもともとHTB単独のアナログテレビ中継局として使用し、1991年に10月にはTVh（アナログ）も相乗りで共同使用していたものである。1つはUHB（アナログ）の単独使用で2011年7月24日のアナログ放送終了に伴い運用を終えた。

### 放送局の管轄
- 滝川市以南の中空知と南空知は札幌放送局の管轄（NHK、民放共にアナログ・デジタル両方で音声多重放送実施。当中継局の受信エリア。）。
- 深川市以北の北空知は旭川放送局の管轄（NHKアナログ・デジタル、民放デジタルは音声多重放送実施、民放アナログは未実施。深川中継局の受信エリア。）。

### マルチメディア放送計画
- 2012年のジャパン・モバイルキャスティング（モバキャス）の札幌・旭川中継局予備免許付与の際に今後の開局予定中継局の一つとして挙げられていたが[9]、設置前にモバキャスの親会社であるmmbiが運営するNOTTVが2016年6月30日をもってサービスを終了し停波したため[10][11]、計画は実現しなかった。